# Борислав Дончев
Борислав Дончев (роден на 28 май 1996 г.) е български предприемач и експерт по дигитален маркетинг, основател на MAX Digital, агенция за дигитален маркетинг в България.

## Личен живот и кариера
Роден в България, Дончев започва да тренира таекуондо още в ранна възраст. По-късно става двукратен републикански шампион и член на българския национален отбор по таекуондо. Дончев има черен колан 2 дан по таекуондо.
Дончев завършва бакалавърска степен по маркетинг в Университета за национално и световно стопанство (УНСС) в София, България.
След като прекратява кариерата си в областта на бойните изкуства, той започва първия си бизнес през 2018 г. През 2019 г. завършва програмата за дигитален маркетинг в SoftUni Digital. През същата година започва кариерата си в сферата на дигиталния маркетинг в Netpeak Bulgaria.
През 2022 г. Дончев основава MAX Digital, агенция за дигитален маркетинг. Между 2019 и 2022 г. той преподава и в SoftUni Digital.
През 2024 г. е част от журито в конкурса „Сайт на годината“, организиран от BGweb.bg.
В началото на 2025 г. Борислав възобновява лекторската си кариера, като изнася лекция на тема „Дигитален маркетинг“ в събитие, организирано от Младежкия съвет на Американския посланик в България (USYC) с цел подпомагане на професионалното развитие на ученици на възраст между 14 и 18 години. През февруари той се завърна в SoftUni Digital, за да проведе семинар на тема „SEO 4 AI“.
Дончев е основател на платформата за получаване на обратна връзка от клиенти Reviewly.bg.